# August von der Osten (1855–1895)
August Hans Adam Berthold von der Osten (* 29. Juli 1855 in Witzmitz, Kreis Regenwalde; † 1. Mai 1895 ebenda) war ein preußischer Landrat und Rittergutsbesitzer.

## Herkunft
Er stammte aus der uradligen Familie von der Osten. Seine Eltern waren Kurt Moritz Lebrecht von der Osten (* 1815; † 1888) und dessen zweite Ehefrau Emma Luise Henriette, geborene von Gaudecker (* 1828; † 1898).

## Leben
August von der Osten besuchte zunächst das Bugenhagensche Gymnasium in Treptow a. R.  und dann das Königliche Gymnasium zu Köslin bis zum Abitur. Anschließend studierte er Rechtswissenschaften an der Ruprecht-Karls-Universität Heidelberg. Dort wurde er 1876 Mitglied des Corps Saxo-Borussia Heidelberg.
Nach dem Studium trat er in den preußischen Staatsdienst ein. 1884 wurde er zunächst kommissarisch und 1885 endgültig zum Landrat des Kreises Regenwalde mit Sitz in Labes ernannt. Das Amt hatte er bis 1893 inne. Anschließend lebte er bis zu seinem Tod 1895 auf seinem Rittergut in Witzmitz im Kreis Regenwalde. Er wurde für den Wahlkreis Regenwalde in den 19. bis 21. Provinziallandtag der Provinz Pommern (1893 bis 1895) gewählt. Er war einer der Gründer der Regenwalder Kleinbahnen AG.

## Familie
Er heiratete am 3. August 1886 Katharine Elisabeth Helene von der Marwitz (* 26. Februar 1863; † 13. Juli 1965). Das Paar hatte mehrere Kinder. Gutserbe wurde der Sohn Karl-August von der Osten-Witzmitz (* 1892; † 1977).